# Nguyễn Hữu Huân
Nguyễn Hữu Huân (chữ Hán 阮有勳, 1830-1875) là một sĩ phu yêu nước và là một lãnh tụ khởi nghĩa chống thực dân Pháp ở Nam Kỳ (Việt Nam) vào nửa cuối thế kỷ 19. Ông được biết nhiều qua biệt danh Thủ khoa Huân.

## Thân thế và sự nghiệp của ông thủ khoa Huân
Nguyễn Hữu Huân là người làng Tịnh Hà, huyện Kiến Hưng, tỉnh Định Tường; tương ứng với danh nghĩa là xã Mỹ Tịnh An, huyện Chợ Gạo, tỉnh Mỹ Tho (nay là tỉnh Tiền Giang).
Thuở nhỏ ông thông minh và học giỏi. Tương truyền, năm Nhâm Tý (1852) dưới triều Tự Đức, ông dự thi Hương và đỗ đầu (thủ khoa), nên được gọi là Thủ khoa Huân. Sau đó, ông được bổ nhiệm và dần trải đến chức Giáo thụ phủ Kiến An .
Khi quân Pháp xâm lược ba tỉnh miền Đông Nam Kỳ (trong đó có tỉnh Định Tường quê ông), cũng giống như nhiều nhà nho yêu nước khác, ông đã cầm vũ khí đứng lên chống Pháp vào tháng 5 năm 1859, và được cử giữ chức Phó quản đạo.
Năm 1861, ông cùng nghĩa quân hoạt động trên địa bàn từ Tân An đến Mỹ Tho. Khoảng tháng 6 năm 1862, Nguyễn Hữu Huân đem nghĩa quân gia nhập lực lượng Trương Định.
Ngày 5 tháng 2 năm 1863, quân Pháp tấn công vào căn cứ Tân Hòa (Gò Công). Căn cứ thất thủ, Trương Định kéo quân về vùng Lý Nhơn (nay thuộc huyện Cần Giờ, Thành phố Hồ Chí Minh). Khi ấy, Nguyễn Hữu Huân về khởi nghĩa ở Bình Cách (Tân An), trực tiếp lãnh đạo lực lượng nghĩa quân ở Định Tường. Quân Pháp tấn công Bình Cách, Nguyễn Hữu Huân phải rút quân về Thuộc Nhiêu (nay thuộc Cai Lậy, Tiền Giang),
Tháng 6 năm 1863, lúc ban đêm Pháp bất ngờ đem quân càn quét căn cứ Thuộc Nhiêu. Đến đến cuối năm đó, thì ông rút quân đến An Giang gặp Võ Duy Dương (còn gọi là Thiên hộ Dương). Đầu năm sau (1864), ông cùng thủ lĩnh Dương chiêu mộ nghĩa binh để khởi nghĩa lần thứ hai.
Nguyễn Hữu Huân cho chuyển quân về vùng Thất Sơn, An Giang tiếp tục chiến đấu. Bộ chỉ huy quân đội Pháp rất lo ngại nên gửi tối hậu thư, buộc Tổng đốc An Giang là Phan Khắc Thận phải giao nộp Thủ Khoa Huân cho họ làm tội, viện lẽ ông này không tuân theo Hòa ước Nhâm Tuất (1862).
Giáo sư Nguyễn Văn Hầu chép:
Sau khi Đô đốc Nam Kỳ là De La Grandière biết tin Thủ khoa Huân lẫn trốn ở Thất Sơn, viên sĩ quan Pháp này buộc Tổng đốc An Giang phải bắt ông Huân, giao cho họ làm tội. Tổng đốc An Giang không thuận. Tức thời, Doudart de Lagrée được lệnh đem 500 quân cùng đại bác từ Oudong (Campuchia) xuống uy hiếp thành An Giang. Trước áp lực đó, Tổng đốc An Giang đành nhượng bộ .
Nghe tin ông bị bắt, vợ là Lê Thị Lộc đã đến An Giang để đưa đơn xin tha cho chồng nhưng không kịp. Bị giải đến Sài Gòn, mặc dù thực dân Pháp đem mọi thứ ra dụ hàng nhưng Thủ khoa Huân vẫn kiên quyết chối từ. Cuối cùng, vào ngày 22 tháng 8 năm 1864, ông bị kết án 10 năm tù khổ sai và bị đày đi Cayenne, là một thuộc địa của Pháp ở Nam Mỹ.
Sau 5 năm tù, ngày 4 tháng 2 năm 1869, Pháp cho lệnh ân xá và đưa ông về quản thúc tại nhà Tổng đốc Đỗ Hữu Phương, đồng thời cử ông làm giáo thọ dạy bảo cho các "sinh đồ" ở Chợ Lớn với hy vọng lôi kéo ông về phía họ.
Lợi dụng điều kiện đi dạy học, Nguyễn Hữu Huân liên lạc với các sĩ phu yêu nước và hội kín Hoa kiều Trường Phát, nhờ mua vũ khí để chuẩn bị khởi nghĩa. Trong khi cuộc khởi nghĩa đang được chuẩn bị khẩn trương, nhờ do thám nên Pháp bắt được thuyền chở vũ khí. Trước tình hình bất lợi đó, ông ra lệnh giải tán, bí mật trốn khỏi nhà Tổng đốc Phương tìm đường về lại Mỹ Tho họp cùng Âu Dương Lân tiến hành khởi nghĩa lần thứ ba (1872). Lần này dân chúng theo Nguyễn Hữu Huân rất đông, trong số đó có cả một số hương chức, hội tề, địa chủ... Địa bàn kháng chiến của ông kéo dài từ Mỹ Tho đến Mỹ Quý - Cai Lậy.
Cuối năm 1874, quân Pháp có Trần Bá Lộc, Đỗ Hữu Phương đánh vào căn cứ ở Bình Cách. Cản ngăn không nổi, nghĩa quân bỏ chạy tán loạn. Nguyễn Hữu Huân thoát được về Chợ Gạo, đến khoảng tháng 3 năm sau, ông trở lại vùng Tân An để tập hợp lại lực lượng, thì bị bắt vì bị chỉ điểm.
Nhà cầm quyền Pháp (Tỉnh trưởng Mỹ Tho de Gailland: 1873 - 1875)) ra lệnh bắt giam Nguyễn Hữu Huân ở Mỹ Tho. Sau khi chiêu hàng không thành, họ kết án tử hình ông. Trước khi thụ hình, ông nhắn vợ con tế sống mình và gửi vải vào cho ông đề thơ và câu liễn (Liễn tuyệt mệnh) thờ.
Ngày 15 tháng 4 năm Ất Hợi (tức 19 tháng 5 năm 1875), người Pháp cho tàu chở Nguyễn Hữu Huân xuôi theo dòng Bảo Định về Mỹ Tịnh An và hành quyết ông lúc 12 giờ trưa. Sau này, những người theo chủ nghĩa dân tộc vẫn tôn vinh ông như một vị anh hùng dân tộc.

## Tác phẩm

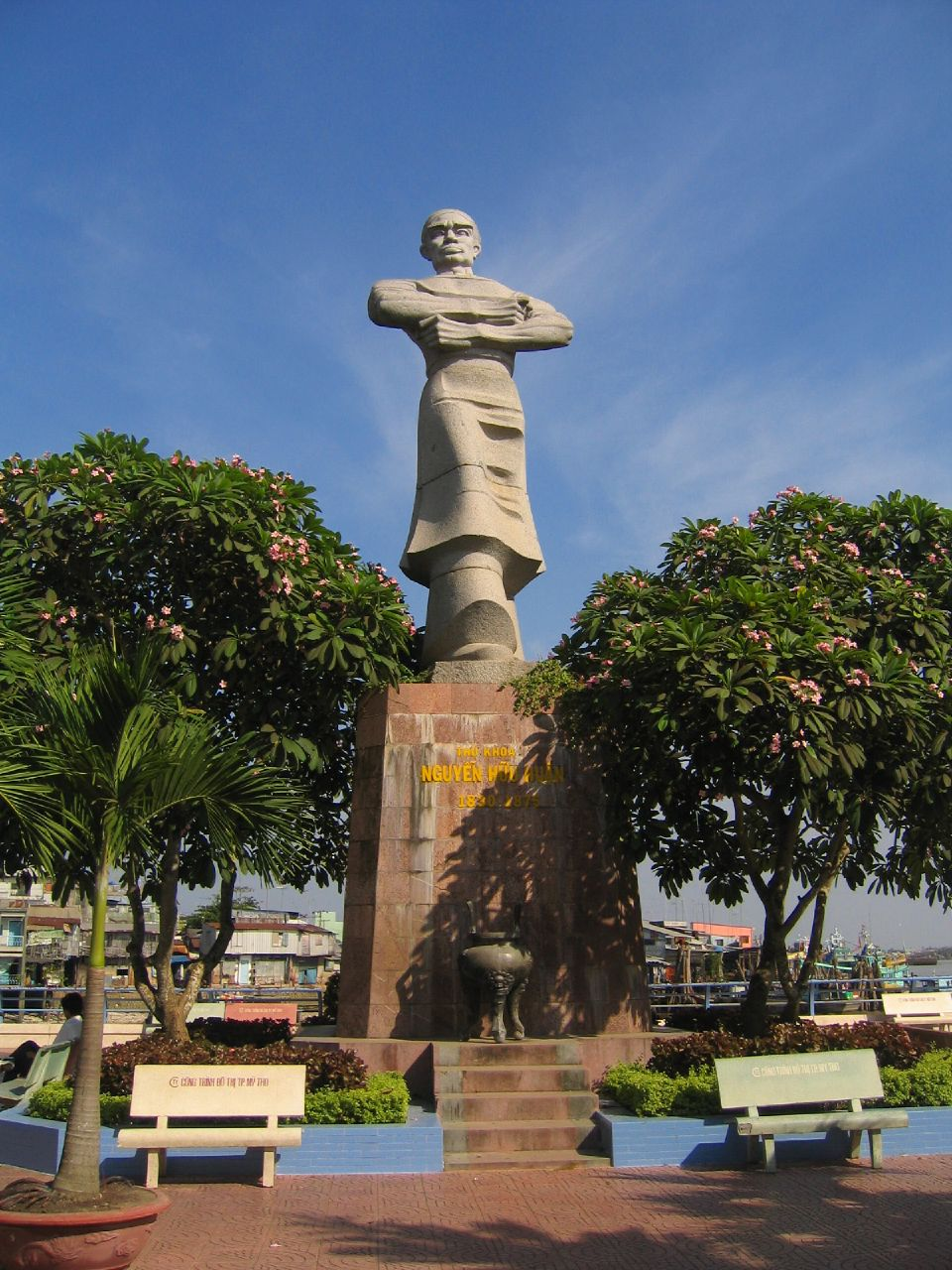
Tượng đài Thủ Khoa Huân tại thành phố Mỹ Tho

Nguyễn Hữu Huân làm thơ không nhiều, và hầu hết sáng tác của ông đều làm trong thời kỳ kháng Pháp. Tuy nhiên, qua bài thơ Tặng vợ (làm lúc bị Pháp bắt lần đầu), bài Tự Thuật (làm khi bị đày sang Guyan), và nhiều bài khác như: Bửa củi, Cảm hoài, Thuật hoài, Hò khoan ca, Khi được tha về... đều tỏ rõ ý chí bền bỉ tranh đấu vì đất nước và nhân dân của ông. Vì vậy, Nguyễn Hữu Huân được ghi nhận là "một hiện tượng đặc sắc của văn học yêu nước thế kỷ 19 của Việt Nam: hiện tượng nhà thơ - chiến sĩ."
Giới thiệu hai câu Liễn tuyệt mệnh do Nguyễn Hữu Huân làm trước khi mất, hiện được treo trang trọng tại bàn thờ ông ở Mỹ Tịnh An.
Hữu chí nan thân, không uổng bách niên chiêu vật nghị,
Tuy công bất tựu, diệc tương nhất tử báo quân ân.
Tạm dịch:
Việc lớn không thành, báo chúa cũng đành liều một chết;
Lòng ngay khó tỏ, miệng đời luống để luận trăm năm.

## Hình ảnh công cộng
Trên đường từ Thành phố Hồ Chí Minh đi Mỹ Tho, qua TP Tân An đến ngã ba Hoà Tịnh, rẽ trái khoảng 3 cây số, sẽ đến Tịnh Hà. Gần đến cầu Tịnh Hà (cầu Cai Lộc) bắc qua rạch Bảo Định, rẽ trái đi thêm nửa cây số, thì sẽ thấy đền thờ và phần mộ của Thủ khoa Huân. Trước kia, nơi đây kéo dài ra cầu sắt Cai Lộc là bãi chợ Phú Kiết. Trở ra cầu Cai Lộc cạnh ngã tư (đường xuống Nhựt Tiên, đường ra Phú Kiết, đường về Tân An, đường Lên giồng Tân Hiệp) sẽ thấy một tấm bia mộ kỷ niệm nơi ông thọ án.
Mộ và đền Thủ khoa Huân được xây dựng ngay tại quê nhà của ông. Ban đầu mộ được đấp bằng đất, đầu thế kỷ 20, cháu ngoại của ông là Trần Văn Thông xây lại bằng đá xanh. Trong đền thờ có nhiều hoành phi và câu đối ca ngợi khí tiết của Thủ Khoa Huân.
Nhiều tỉnh thành tại Việt Nam, tên Nguyễn Hữu Huân (hay Thủ Khoa Huân) thường được dùng để đặt tên cho trường học, cho đường phố, đặc biệt, tên ông còn được đặt cho con đường đi qua THPT cùng tên ở Thành phố Thủ Đức, Thành phố Hồ Chí Minh – nơi đào tạo ra những học sinh tài năng.

## Tồn nghi
Tương truyền, Nguyễn Hữu Huân sinh năm 1830, và đỗ thủ khoa năm Nhâm Tý (1852). Song qua cuộc điều tra và tính toán, nhóm tác giả Phạm Thiều-Cao Tự Thanh-Lê Minh Đức đã đặt giả thuyết khác là: Nguyễn Hữu Huân rất có thể sinh năm Bính Tý (1816) và thi đỗ năm ông 36 tuổi.
Qua nghiên cứu, nhóm này cũng đã kết luận rằng bài thơ Hãn mã gian quan không phải là thơ tuyệt mệnh của ông, nhưng rất có thể do ông làm để ca ngợi Thị độc học sĩ sung Binh bị Trần Xuân Hòa vào khoảng đầu mùa thu năm 1864, khi ông này bị quân Pháp giải qua vùng sông Mỹ Tho (sau ông Hòa cắn lưỡi mà chết).
Bài Mang gông mà xưa nay được nhiều người cho là của Nguyễn Hữu Huân, theo học giả Trương Vĩnh Ký cũng không phải là của ông, mà là của ông Hoành, ông Trắm đã ứng khẩu đọc do dân chúng nghe khi bị bắt giải về Huế, chịu án xử lăng trì . Ngoài ra, bài Cây bắp cũng chưa chắc là của ông .

## Sách tham khảo
- Phạm Thiều-Cao Tự Thanh-Lê Minh Đức, Nguyễn Hữu Huân: nhà yêu nước kiên cường, nhà thơ bất khuất (gọi tắt là Nguyễn Hữu Huân). Nhà xuất bản Thành phố Hồ Chí Minh, 1986.
- Trịnh Vân Thanh, Thành ngữ điển tích danh nhân từ điển. Nhà xuất bản Hồn thiêng, Sài Gòn, 1967.
- Nguyễn Quảng Tuân, mục từ Nguyễn Hữu Huân in trong Từ điển văn học (bộ mới). Nhà xuất bản Thế giới, 2004.
- Nhiều người soạn, Hợp tuyển thơ văn Việt Nam (1858-1920). Nhà xuất bản Văn Học, 1984.
- Thủ khoa Nguyễn Hữu Huân (sách không ghi tên tác giả). Nhà xuất bản Trẻ, 2007.